# Peregrín Gurrea Chuliá
Peregrín Gurrea Chuliá (Valencia, c. 1891 o 1892) fue un político y sindicalista español.

## Biografía
De profesión fue jefe de administración local, llegando a trabajar en el Ayuntamiento de Valencia. Miembro del PSOE, también estuvo afiliado a la Sociedad de oficios varios de la UGT en Valencia. Llegaría a ser vicepresidente de la Agrupación socialista de Valencia. Tras el estallido de la Guerra civil pasó a formar parte del comisariado político del Ejército Popular de la República. Llegaría a ejercer como comisario político de la 58.ª Brigada Mixta y, posteriormente, del VII Cuerpo de Ejército.
Tras el final de la contienda marchó al exilio, instalándose en Francia. Posteriormente se trasladó a México, a donde llegó en 1942 a bordo del Nyassa. En enero de 1952 fue uno de los firmantes del manifiesto por el cual se constituía la «Agrupación de Socialistas Españoles. Sección México», presidida por Ignacio Ferretjans.